# 教皇庁立聖十字架大学
教皇庁立 聖十字架大学（英語: Pontifical University of the Holy Cross）は、ローマ市に本部を置くイタリアの教皇庁立大学。1984年創立、1984年大学設置。大学の略称はPUSCまたはSanta Croce。

## 概要
教皇庁立 聖十字架大学（伊語：Pontificia Università della Santa Croce / 羅語：Pontificia Universitas Sanctae Crucis / 略称：PUSC）は、オプス・デイ創立者である聖ホセマリア・エスクリバーが構想していたアイディアを、福者アルバロ・デル・ポルティーリョが1984年に実現させた教育プロジェクトである。
設立時より、当時の教皇、聖ヨハネ・パウロ2世による支援を受け、1998年にローマ市内にある６番目の教皇庁立大学となり、最新の教皇庁立大学である。

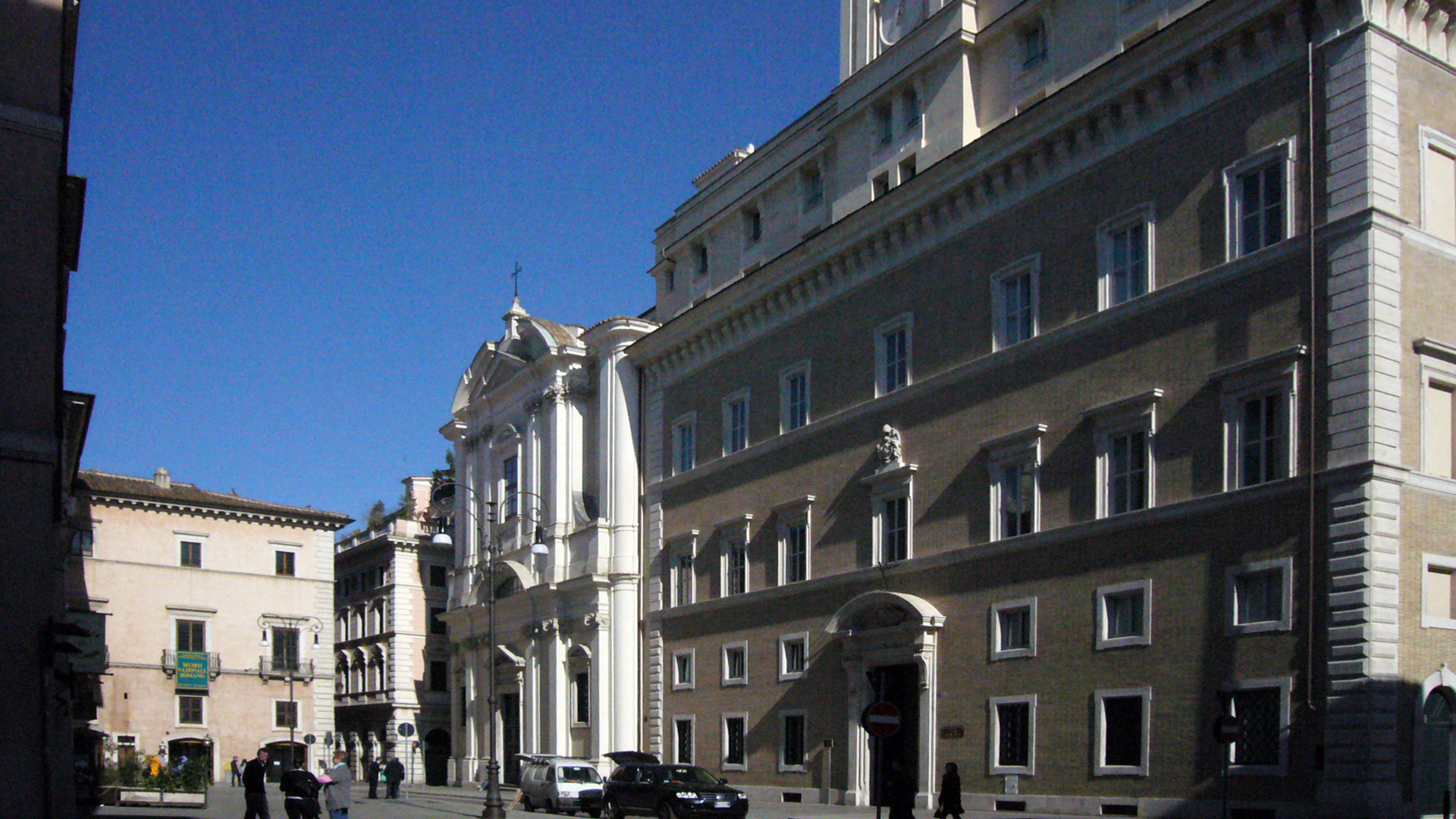
メインキャンパスは18世紀に建設された聖アポリナリオ宮殿である。この建物はバチカンのものであり、2004年〜2008年の間大規模な修繕工事が行われた。

大学の運営・指導は、カトリック教会の属人区であるオプス・デイに委任されている。

## 基本データ

### 学生数・出身地域
2021年時点では、５大陸96ヶ国よりの約1,449名の司祭・神学生・修道士、そして男女の信徒が神学・哲学・教会法・教会コミュニケーションの４つの学部で学んでいる。なお、教員数は173名である。
在学生の出身地域は以下の通りです：
- アフリカ：　　26ヶ国、144名
- アジア：　　　14ヶ国、133名
- ヨーロッパ：　25ヶ国、450名
- アメリカ：　　20ヶ国、382名
  - 北米：　　 3ヶ国、168名
  - 中米：　　 7ヶ国、43名
  - 南米：　　 10ヶ国、171名
- オセアニア：　2ヶ国、11名

また、個人や団体による寄付のため奨学金制度が充実しており、積極的に世界中の学生を受け入れている。

### 沿革
- 1984年10月15日 - Roman Academic Center設置。
- 1985年1月9日 - ローマ教皇庁教育省により、Centro Accademico Romano della Santa Croceが設置された
- 1986年 - 宗教学研究所（Istituto Superiore di Scienze Religiose all’Apollinare）設置。
- 1990年1月9日 - Ateneo Romano della Santa Croce設置
- 1998年7月15日 - 聖ヨハネ・パウロ2世教皇により教皇庁立大学として設置。

### 学部・大学院・研究所
学部・大学院：
- 神学部（School of Theology）
- 哲学部（School of Philosophy）
- 教会法学部（School of Canon Law）
- 教会コミュニケーション学部（School of Church Communication）

研究所
- 宗教学研究所（Higher Institute of Religious Sciences - ISSRA）
- 外国語センター（Department of Languages）：古典外国語・現代外国語の研究センター
- CFSセンター（Centro di Formazione Sacerdotale）：司祭の個別指導を行うセンター
- MCE研究所（Centro di Ricerca "Markets, Culture & Ethics"）：経済学や倫理学に関する研究を行う研究所
- DISF研究所（Centro di Documentazione Interdisciplinare di Scienza e Fede）：科学と信仰に関する研究を行う研究所[7]

### 研究ジャーナル
- 『Annales Theologici』（神学部編）
- 『Acta Philosophica』（哲学部編）
- 『Ius Ecclesiae』（教会法学部編）

### 附属国際学生寮
大学在学中、神学生・司祭はローマ市内に位置する附属国際学生寮に住むことができる。現在、以下の３寮がある：
- Collegio Ecclesiastico Internazionale Sedes Sapientiae：神学生・司祭専用（住所：Via dei Genovesi, 30）[8]
- Collegio Sacerdotale Tiberino：司祭専用（住所：Via di San Francesco di Sales 27）[9]
- Collegio Sacerdotale Altomonte：司祭専用（住所：Via di Torrerossa 94/B）[10]

## 歴代学長・総長

### 歴代学長（Rector）
- 初　代：イグナシオ・カラスコ・デ・パウラ（Msgr. Ignacio Carrasco de Paula） (1984年 - 1994年)
- 第２代：ルイス・クラヴェイ（Msgr. Luis Clavell） (1994年 - 2002年)
- 第３代：マリアノ・ファッツィオ（Msgr. Mariano Fazio） (2002年 - 2008年)
- 第４代：ルイス・ロメラ・オニャテ（Msgr. Luis Romera Oñate） (2008年 - 2016年)
- 第５代：ルイス・フェリペ・ナバロ（Msgr. Luis Navarro） (2016年 - 2024年)
- 第６代：フェルナンド・プイッチ（Fr. Fernando Puig） (2024年 - 現在)[11]

### 歴代総長（Grand Chancellor）
- 初　代：福者アルバロ・デル・ポルティーリョ（Msgr. Álvaro del Portillo） (1984年 - 1994年)
- 第２代：ハビエル・エチェバリーア・ロドリゲス（Msgr. Javier Echevarría Rodríguez） (1994年 - 2016年)
- 第３代：フェルナンド・オカリス・ブラーニャ（Msgr. Fernando Ocáriz Braña） (2017年 - 現在)
  - 副総長（Vice Chancellor）：マリアノ・ファッツィオ（Msgr. Mariano Fazio） (2017年 - 現在)